# Cultura (folyóirat)
A Cultura négynyelvű (francia, román, magyar, német) kolozsvári folyóirat.
1924-ben jelent meg a tudomány, irodalom és művészet terjesztésére. Főszerkesztője Sextil Pușcariu nyelvtudós, Románia népszövetségi küldöttségének állandó tagja; szerkesztői Yves Auger, Lucian Blaga, Kristóf György, Oscar Netoliczka, a szerkesztőség titkára Valeriu Bologa. „Folyóiratunk több román, magyar és német tudós és író közös akaratából jött létre – olvassuk az 1. szám szerkesztőségi cikkében –, s célja szövetséget teremteni három lényegében különböző etnikai tudat között, de amelyeket számos és nemes együttes érdek kapcsol össze...” A Cultura ezt a célt a szellemi élet csaknem valamennyi területén igyekezett szolgálni. A történelmi tanulmányok közül kiemelkedik Nicolae Iorga cikke Dimitrie Cantemirről, valamint Karácsonyi Jánosé a magyarok és románok közös harcáról a törökök ellen. Buday Árpád és Roska Márton régészeti stúdiumokkal szerepel, Friedrich Teutsch a szászság nyolcszáz éves történetéről, Oscar Netoliczka a szász iskolákról, Ion Lupaș Șagunáról emlékezik, Constantin Daicoviciu a közös műemlékvédelem eredményeiről. A néprajz köréből Kós Károly és Lutz Korodi ír tanulmányt, a népzenéről Seprődi János Bartók egy tanulmánya kapcsán.
A román-magyar és magyar-német szépirodalmi kapcsolatokat szorgalmazva Bitay Árpád Ács Károlynak, Kiss Ernő Révai Károlynak a műfordító munkásságát méltatja; Eminescut Franyó Zoltán, Vlahuțát Pálffi Márton fordítja magyarra, egy román népballadát Kádár Imre ültet át; Octavian Goga öt Ady-verset tolmácsol románul. Ștefan Octavian Iosif és Nichifor Crainic egy-egy verse, Cezar Petrescu és Mihail Sadoveanu egy-egy elbeszélése németül, Caragiale elbeszélése magyarul, Nyirő József novellája románul jelenik meg. Janovics Jenő a magyar színházban előadott román darabokról, Bitay Árpád N. Iorga szabadegyetemén tartott előadásairól számol be.
A négynyelvű folyóirat másfélezres példányban jelent meg, és kedvező fogadtatásban részesült mind a hazai, mind a külföldi haladó sajtó, így a Journal de Genève és a Der Auslanddeutsche részéről. Állami támogatás nélkül azonban nem tudta fenntartani magát, s a szerkesztőség a 4. számban bejelentette, hogy egyelőre kénytelen beszüntetni a lap megjelenését. A Cultura a Népszövetség szellemében igyekezett közös fórumot teremteni Románia haladó értelmisége számára, s mivel a népszövetségi gondolat nemsokára válságba jutott, újraindulására nem került sor.

## További irodalom
- Mikó Imre: Közös hagyományok fóruma. Korunk 1965/11.
- Dávid Gyula: Tudomány – irodalom – művészet négy nyelven. Korunk Évkönyv 1974. 237-46.
- Kovács Ferenc: 50 éve jelent meg a Cultura. Utunk 1974/2.